# Wolfgang Berg
Pour les articles homonymes, voir Berg.
Wolfgang Friedrich Berg (né le 30 mars 1908 à Göttingen et mort le 13 juillet 1984 à Zurich) est un physicien spécialiste de la photographie scientifique (de). D’origine allemande, il est devenu britannique en 1946, puis suisse en 1976.

## Famille et études
Wolfgang Berg est fils de Otto Berg et de Julie née Zuntz. Il a un frère et une sœur, Richard et Eva. Le père Otto Berg était depuis 1911 professeur de physique à Berlin, il a découvert en 1925 avec Walter Noddack et Ida Tacke le rhénium (élément chimique de numéro atomique 75). Bien que la famille soit de culture juive, les enfants ont une éducation chrétienne, selon Iris Runge, amie proche et physicienne.
Wolfgang Berg fréquente le lycée classique à Zehlendorf et les lycées modernes à Schmargendorf et à Grunewald. Il obtient son certificat de maturité en 1927 puis étudie la physique, les mathématiques et la chimie à l’université Frédéric-Guillaume de Berlin. Sa thèse sur la fluorescence du iode est obtenue en 1932 sous la direction de Peter Pringsheim (de).
Wolfgang Berg épouse en 1933 Lisa Steffens et émigre en Angleterre la même année, ils auront trois fils. Il devient en 1938 membre de la Société religieuse des Amis (quakers). En 1946, il devient citoyen britannique. Les Berg émigrent en Suisse en 1961 et Wolgang Berg devient citoyen suisse en 1976.

## Recherches et carrière
Durant son temps d’assistanat, Wolfgang Berg s'est particulièrement intéressé à la recherche sur les cristaux. Il parvient en 1930 à prouver des défauts cristallins avec des rayons X.
Après la prise de pouvoir des Nazis au printemps 1933, Wolfgang Berg perd son travail, comme de nombreux Juifs chassés des emplois publics. Il émigre à Manchester où il poursuit ses travaux sur les défauts cristallins des métaux, grâce à une bourse, sous la direction de William Lawrence Bragg (prix Nobel de physique en 1915). Il obtient en 1936 le titre anglo-saxon de Ph.D.
De 1936 à 1961, Berg travaille au sein des laboratoires Kodak à Harrow. Il effectue des recherches sur la photographie à base d'halogénure d'argent et supervise les travaux de développement sur les émulsions photographiques et des recherches sur le processus photographique. En outre, il enseigne à la London School of Medical Photography (école de photographie médicale) et travaille pour diverses revues.
Les forces de police nazies considèrent Wolfgang Berg, après son émigration, comme Staatsfeind (ennemi public). L’office central de la sécurité du Reich (Reichssicherheitshauptamt) met au printemps 1940 son nom sur une liste de personnes considérées comme dangereuses en Grande-Bretagne, la Sonderfahndungsliste G.B..
Dès le 1er octobre 1961, Wolfgang Berg est professeur ordinaire de photographie scientifique (de) à l’École polytechnique fédérale de Zurich (EPFZ), succédant à John Eggert (de). Il devient professeur honoraire le 31 mars 1978. Durant son activité à l’EPFZ, il écrit un total de 125 publications et dépose 12 brevets.
À côté de ses activités de chercheur et d’enseignant, Wolfgang Berg a été rédacteur en chef du journal Focal Library depuis 1960. À la retraite, il reçoit entre autres le titre de professeur honoraire de l’Academia sinica de Pékin. Il a aussi été durant de nombreuses années président du Comité international des sciences de la photographie (International Committee of the Science of Photography - ICSP).
Ces activités l’amène à beaucoup voyager. En 1967 il se rend au Japon pour l'assemblée de l’ICSP, et s’y rend avec sa femme encore une ou deux fois par an les années suivantes.

## Publications
- (de) Über die Auslöschung der Jod-Fluoreszenz durch Magnetfelder und durch Fremdgase, Berlin, 1932 (Thèse)
- (en) Photographic Science: Symposium, Zürich 1961, 1961
- (en) Exposure: Theory and Practice, 1971